# 라식

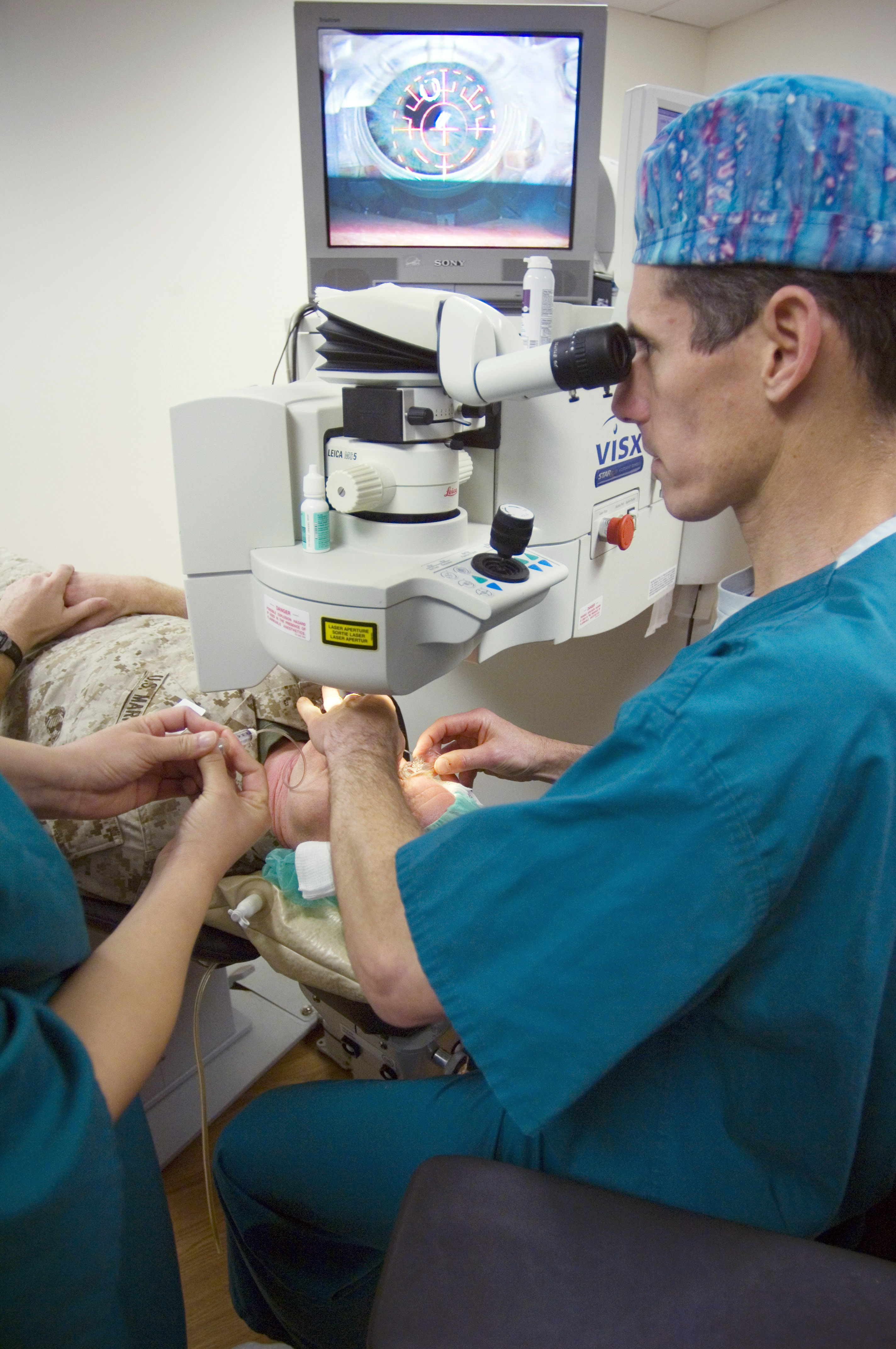
미국 국립 해군 메디컬 센터에서 라식 수술을 진행하는 모습

라식(LASIK, laser-assisted in situ keratomileusis)은 근시, 원시, 난시 등의 시력 장애를 치료하는 굴절 수술의 유형 중 하나이다. 라식 수술은 레이저나 초정밀 각막 절삭기를 사용하는 안과 의사에 의해 수행되며 시력을 개선하기 위해 눈의 각막의 모양을 변경한다. 거의 대부분의 환자들에게 라식은 안경이나 콘택트 렌즈의 영구적인 대안을 제공한다. 주요 부작용으로는 빛퍼짐, 야간 운전 문제, 안구 건조증 현상 등이 있다.
라식은 다른 수술 교정 시술인 광굴절 각막절제술(PRK) 및 라섹과 매우 유사하다. 모두 시력 굴절 이상에 대한 외과적 치료에 있어 방사상 각막절개술보다 향상된 발전을 나타낸다. 라식이나 PRK로 치료할 수 없는 중등도 이상의 근시나 각막이 얇은 사람들에게는 유수정체 안내 렌즈가 대안이 된다.
2018년 기준으로 약 950만 명의 미국인이 라식 수술을 받았으며, 전 세계적으로 1991년부터 2016년 사이에 4천만 건 이상의 수술이 시행되었다. 그러나 2015년 기준 이 수술은 감소하고 있으며 하나의 선택사항으로 간주된다.

## 역사

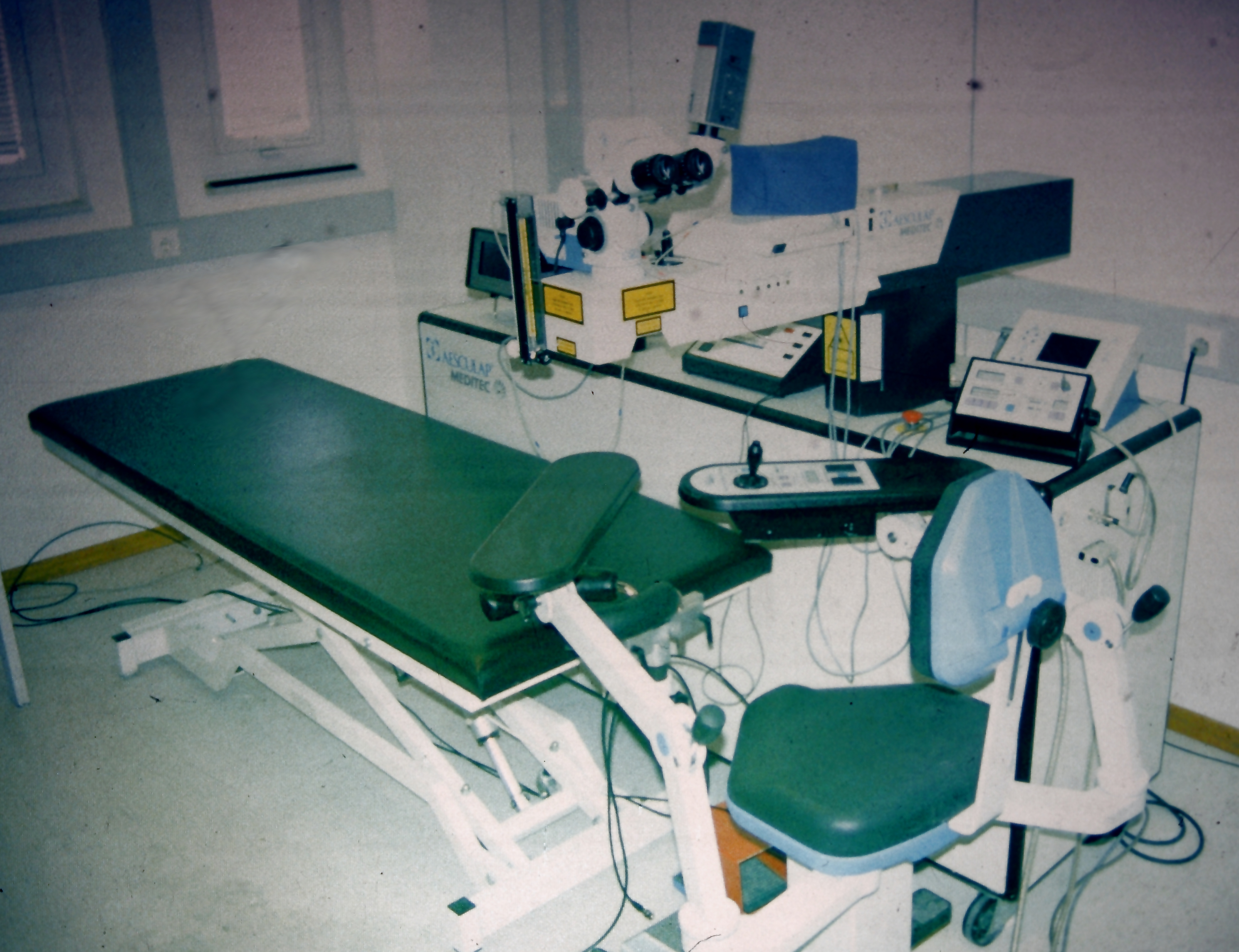
I.Pallikaris가 최초의 라식 수술에 사용한 엑시머 레이저

### 바레큐어의 초기 업적
1950년대에 초정밀 각막 절삭기(microkeratome)와 굴절 교정 각막 형성술이 콜롬비아의 보고타에서 스페인의 안과학자 호세 바라케르(Jose Barraquer)에 의해 개발되었다. 그는 모양 변형을 위해 각막의 얇은(100분의 1 mm 두께) 덮개들을 깎아냈다. 또, 바레큐어는 장기간의 안정적인 결과를 제공하기 위해 얼마나 많은 각막을 변형하지 않은 채로 남겨두어야 하는지를 탐구하였다. 이러한 일이 있은 뒤,  러시아의 과학자 스뱌토슬라프 표도로프(Святослав Фёдоров, 1920년~2000년)는 1970년대에 방사상 각막 절개술(Radial keratotomy)을 개발하였고 1980년대에 홍채 고정 안내 렌즈(phakic intraocular lens)를 설계했다.

### 시력교정수술에 대한 의학용 레이저 응용
1980년 IBM 리서치 연구실에서 스리니바산(Rangaswamy Srinivasan)은 자외선 엑시머 레이저가 주변 부위에 열 손상 없이 정확하게 살아있는 조직을 깎아낼 수 있다는 것을 알아냈다. 그는 이 현상의 이름을 APD(ablative photo-decomposition)로 정했다. 5년 뒤인 1985년 뉴욕 시에 위치한 콜럼비아 대학교의 에드워드 S. 하크니스 눈 연구소(Edward S. Harkness Eye Institute)에서 스티븐 트로켈(Steven Trokel)이 방사상 각막 절개 시 엑시머 레이저를 이용한 사항을 출판했다.
그의 친구들 찰스(Charles Munnerlyn)와  테리(Terry Clapham)와 함께 트로켈은 VISX USA사를 설립했다. 1989년 맥도널드 MD(Marguerite B. MacDonald MD)는 사람을 대상으로 VISX 시력교정수술을 처음 시작했다.

## 이후의 발전 기술

### 실험적 기술
- 플레인 라식(plain LASIK): 라섹, 에피라섹(Epi-LASIK)
- 신 플랩 라식(thin flap LASIK, Sub-Bowman’s keratomileusis)
- 웨이브프론트 가이드 PRK(Wavefront-guided PRK)
- 진보화된 안내렌즈
- FLIVC (Femtosecond Laser Intrastromal Vision Correction)
- 케라플렉스(Keraflex)
- 테크놀라스 FEMTEC 레이저(Technolas FEMTEC laser)

## 과정
라식 등의 각막의 모양을 바꾸는 테크닉에 대한 계획과 분석은 미국 국립 표준 협회에 의해 표준화되었는데, 알핀스 방식의 난시 분석에 기반한 접근 방식이다. FDA 웹사이트에서 라식에 대해 다음과 같이 설명하고 있다.
"굴절 수술에 들어가기 앞서 환자 개인의 가치관을 토대로 그 위험성과 이점을 조심스럽게 가늠하여야 하며 수술을 받은 동료들로부터 영향을 받지 않도록 하고 의사가 환자에게 이 수술을 받을 것을 고무시키는 일은 피해야 한다."
이 수술은 눈 위에 얇은 절편을 만들어 젖힌 다음 그 아래의 조직을 레이저로 리모델링한 뒤 절편을 본래 위치로 돌려놓는다.

### 수술 전 절차

#### 콘택트 렌즈
소프트 렌즈를 착용하는 환자들은 수술하기 5~21일 동안 착용하지 않도록 지시를 받는다. 한 산업체의 경우 하드 콘택트 렌즈를 착용하는 환자들은 적어도 6주 간을, 또 3년 간 하드 콘택트 렌즈를 착용한 사람들에게는 거기에 6주를 더해서 착용하지 않을 것을 권고한다. 각막에는 혈관이 없는데 그 이유는 투명해야 정상적으로 기능을 하기 때문이다. 각막의 세포는 산소를 눈물막으로부터 흡수한다. 그러므로 낮은 비율의 산소를 투과하는 콘택트 렌즈는 각막의 산소 흡수율을 감소시켜 가끔은 각막 신생(각막으로 혈관이 성장하는 증상)을 일으킨다. 이로 인해 출혈이 심해져 치료 기간 동안에 염증이 다소 증가하고 수술 중 어느 정도의 통증이 나타난다. 일부 콘택트 렌즈들(특히 현대의 RGP와 소프트 실리콘 히드로겔 렌즈)은 산소 투과율이 더 좋은 물질들로 만들어지며 이로써 각막 신생의 위험을 줄이는데 도움을 줄뿐 아니라 환자들이 라식을 위해 콘택트 렌즈를 과착용하지 않도록 주의하게 한다.

#### 수술 전 검사와 교육
미국에서 FDA는 18세 이상을 기준으로 라식을 승인하였다. 더 중요한 것으로, 환자의 눈은 적어도 수술을 받기 전 1년 동안 처방 기준으로 안정된 상태를 유지하여야 한다. 환자는 눈동자 팽창 검사를 받을 수 있고 수술 전 교육을 받을 수 있다. 수술 전 환자의 각막은 두께 측정기를 통해 두께가 검사되며 각막지형검사기를 통해 표면의 윤곽을 측정한다. 낮은 힘의 레이저를 이용하여 각막지형검사기는 각막의 지형도를 만들어낸다. 각막지형검사기가 원추각막과 같은 문제를 발견하면 이 수술은 금지된다. 또, 준비 과정에서 난시와 기타 각막 모양이 고르지 못함을 감지해낸다. 이 정보를 이용하여 전문의는 제거해야 할 각막 조직의 양과 위치를 계산한다. 환자는 처방을 받고 항생제에 대해 미리 자기 관리를 하는데, 이는 수술 후 감염의 위험성을 최소화하기 위해서이며, 가끔은 예비 투여약제로서 단작용 구강 진정제가 제공되기도 한다. 수술 전에는 눈 마취제가 투여된다. 라식에서 제외되는 요인들로는 큰 눈동자, 얇은 각막, 심각한 안구건조증을 포함한다.

### 수술 과정

펨토세컨드 레이저를 통한 절편 생성

#### 절편 생성
소프트 각막 석션 링(soft corneal suction ring)으로 눈을 고정시킨다. 이 수술 단계에서 약간의 혈관이 파열되는 일이 가끔 발생할 수 있는데, 이 경우 눈의 공막으로 결막하 출혈이 발생하게 되며 수주 안에 해결되는 무해한 부작용으로 간주된다. 석션(흡입)이 증가하면 치료를 받는 안구에서 일시적인 흐릿함이 나타나게 된다. 눈이 움직이지 않을 때 각막 상피와 보우만막을 가로질러 절단함으로써 절편을 생성한다. 이 과정은 금속 날을 이용한 기계적 초정밀 각막 절삭기를 통해서, 아니면 각막 내에 촘촘히 매우 작은 일련의 버블들을 만들어내는 펨토세컨드 레이저를 이용하여 수행한다. 경첩은 이 절편의 한쪽 끝에 남는다. 이 절편을 뒤로 젖히면 각막 중앙부에 실질이 드러난다. 절편을 들어내어 뒤로 젖히는 과정은 가끔은 편안하게 느껴지지 않을 수 있다.

#### 레이저 리모델링
이 수술의 두 번째 단계는 엑시머 레이저(193 nm)를 이용하여 각막 실질을 리모델링하는 것이다. 이 레이저는 인접한 실질에 손상을 끼치지 않으면서 미세 조정 방식으로 이 조직을 기화시킨다. 조직 제거를 위해 열을 통해 태우거나 실제로 잘라내는 일은 없다. 제거된 조직 계층들은 두께가 수십 마이크로미터에 불과하다.
실질을 더 많이 절삭하는 레이저 절제술로서는 더 초기의 테크닉인 라섹 보다 시력 회복이 더 빠르고 고통이 더 적다.
두 번째 단계에서 절편을 들어내면 환자의 시력은 흐릿해진다. 레이저의 주황색 주변의 흰 불빛만 보이며 방향 감각을 다소 잃을 수 있다. 엑시머 레이저는 안구 추적 시스템을 이용하여 환자의 눈을 초당 최대 4,000회까지 따라가며 레이저 펄스를 우회시켜 치료 부위에 정교하게 위치시킬 수 있게 한다. 일반적인 펄스는 10~20나노초의 펄스 에너지의 약 1 밀리줄(mJ)이다.

#### 절편 위치의 재이동
레이저가 실질층의 모양을 바꾼 뒤, 라식 절편은 전문의에 의해 조심스럽게 치료 부위 위에 덮어놓으며, 기포나 잔재의 유무를 확인하고 절편의 위치가 눈에 잘 맞는지 확인한다. 이 절편은 치료가 끝난 뒤에 자연적으로 접착되어 그 자리를 유지한다.

### 수술 후 관리
환자들은 일반적으로 항생제와 소염제를 처방받는다. 이는 수술 후 수주에 걸쳐 지속 투여한다. 환자들은 휴식을 취하고 밝은 빛으로부터 눈을 보호할 어두운 안경, 가끔은 잠에 들 때나 안구건조증을 줄이기 위해 눈을 비비는 것을 막기 위한 보호 고글을 착용할 것을 지시받는다. 무방부제 인공 눈물로 눈에 수분을 공급하고 추후 처방 눈물로 지시를 따르게 된다. 수술 후 치료형 콘택트 렌즈를 착용하여 치료를 돕는 경우도 있으며 3~4일 뒤에는 벗는 것이 보통이다. 환자들은 적절한 수술 후 관리의 중요성에 대한 정보를 전문의로부터 받아야 합병증의 위험을 최소화할 수 있다.

## 효과

### 환자 만족
라식 조사에 따르면 환자 만족도는 92~98%에 이른다. 2008년 3월, 미국 백내장·굴절수술학회(The American Society of Cataract and Refractive Surgery)는 국제 임상 저널의 3,000건 이상의 검증된 문건에 대한 환자 만족 메타 분석을 출판했다. 과거 10년부터 지금까지 라식 환자들 가운데 95.4%가 만족을 나타냈다.

### 환자 불만족
라식 수술을 잘 받지 못한 일부 환자들은 상당한 삶의 질 저하를 보고하는데, 이는 수술로 인한 시력 문제와 육체적 고통에 기인한다. 적은 퍼센트를 차지하는 환자들은 부족교정 또는 과교정으로 말미암아 별도 수술을 받을 필요가 있다. 또, 어떠한 환자들은 수술 후에도 콘택트 렌즈나 안경을 착용해야 한다. 라식 합병증으로 고통을 받아온 환자들은 웹사이트와 토론 포럼을 만들어, 그곳에서 앞으로 수술을 받을 사람이나 과거 환자들이 이 수술에 대해 논할 수 있게 하고 있다.

## 위험

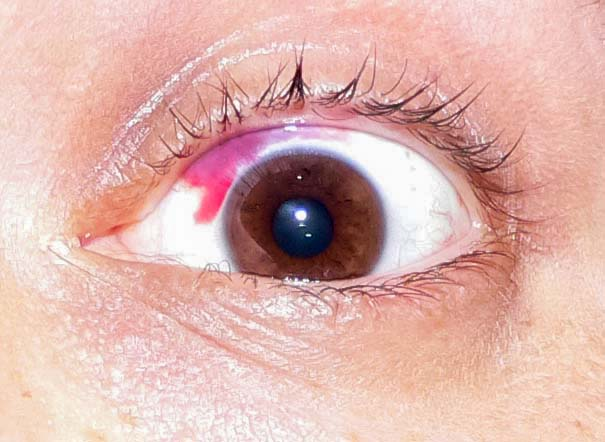
결막하 출혈은 일반적인 라식후 합병증이다.

- 안구 건조증: 일부 사람들에게는 수술 이후 안구 건조 현상이 있을 수 있다.[24] 일시적인 것이 보통이지만, 건성각결막염으로 발전할 수도 있다.[25]
- 빛 퍼짐: 밤의 밝은 불빛 주변에 빛 퍼짐 현상이 나타날 수 있다.[26][27][28] 영국 국민 보건 서비스에 따르면 합병증 발병은 5%가 채 되지 않는다.[24]
- 플랩 합병증: 플랩 합병증의 사고율은 약 0.244%이다.[29] 박막 각막 수술 시 플랩 합병증은 극히 드물지 않으나[30], 이로 인해 시력을 영구적으로 잃게 하는 일은 극히 드물다.[31]
- 플랩 계면 파편(Flap interface particle): 이 파편들의 의학적 중요성은 확정되지 않은 상태이다.[32] 다양한 크기와 반사율을 지닌 파편들은 임상적으로 세극등 현미경을 통해 검진되는 눈들 중 약 38.7%에서 나타나며, 공초점 현미경으로 검진하면 모든 눈에서 관찰된다.[32]
- 광범위 엷은 판 각막염(DLK): USAeyes 단체는 라식 수술 이후 2.3%의 발병률을 보고하고 있다.[33][34]
- 병원균 침입: 치료에 반응하는 병원균 침입 발생률은 약 0.4%로 추산되고 있다.[34]
- 확장증: 라식 수술 후 각막 확장증은 각막에 나타나는 유전적 질환이다.[35] 이 질환이 수술 전 검사 때 발견되더라도, 이 증상은 40대 후반에 나타날 가능성이 있다. 발병 시 환자는 RGP 렌즈(rigid gas permeable contact lense)나, 각막실질 내 고리 삽입(Intrastromal corneal ring segments, Intacs)[36], 리보플라빈을 이용한 각막 콜라겐 교차 결합[37], 또는 각막 이식이 필요하다.
- 결막하 출혈: 결막하 출혈의 사고율은 10.5%인 것으로 추산되었다.[34]
- 각막 찰과상: 각막 모양에 영구적인 문제를 일으켜 콘택트 렌즈 착용을 불가능하게 만든다.[23]
- 상피내방성장: 상피내방성장 발병률은 0.1%로 추산된다.[34]
- 외상성 플랩 탈구: 외상성 플랩 탈구는 라식 수술 후 길면 7년까지 이르는 것으로 보고되었다.[38]
- 녹내장: 라식 수술 후 녹내장 치료 및 진단을 위한 안압 측정이 불가능해질 수 있다.
- 망막 박리: 망막 박리 사고율은 0.36%로 추산된다.[39]
- 맥락막 혈관 신생: 맥락막 혈관 신생 증상은 0.33%로 추산된다.[39]
- 포도막염: 포도막염 발병률은 0.18%로 추산된다.[40]
- 등반 시 위험: 라식 후 일반적으로 각막은 더 얇아져 구조적으로 각막을 약화시킨다. 높은 곳에 오를 때 기압이 약해지면 라식 환자의 눈이 극도로 위험해진다는 것이 입증된 바는 없다. 그러나 일부 등산객들은 매우 높은 고도에서 근시 시프트를 경험했다.[41][42]
- 각막 세포 수 감소: 라식 수술 후 각막 세포(섬유아세포)의 수가 줄어든다는 보고가 있다.[43]
- 수술 후 후기 합병증(Late postoperative complication): 장기간의 합병증이 발생 가능성에 대한 방대한 증거는 아직 확립되지 않았으며 수술자의 경험, 도구, 기술의 진보에 따라 변화할 수 있다.[44][45][46]

## 같이 보기
- 라섹
- 눈 수술